# Prémio «Ler» do Círculo de Leitores
O Prémio Ler do Círculo de Leitores foi um prémio literário instituído pelo Círculo de Leitores.
O prémio é entregue anualmente a obras originais de escritores em língua portuguesa na área de ficção, desde 1980. Tem o valor pecuniário de 15 mil euros e inclui a publicação da obra vencedora.
Também é conhecido como Prémio Ler/Fundação Círculo de Leitores.

## Vencedores
- 1980 – António Mesquita Brehm com Jánika: o livro da noite e do dia
- 1984 – Américo Guerreiro de Sousa com O rei dos lumes
- 1986 - Fernando Dacosta com O Viúvo
- 1988 – António Rebordão Navarro com A praça de Liège
- 1990 – Miguel Medina com Além do mar
- 1992 – Helena Marques com O último cais
- 1994 – João Maria Mendes com A Mulher do Terrorista
- 1996 - Rui Miguel Saramago com A Fraude;  Eduardo Dâmaso com A invasão spinolista (Prémio de Reportagem)
- 1998 – Manuel Córrego com Campo de Feno com papoilas: romance
- 2000 - Miguel Real com A Visão de Túndalo por Eça de Queirós[2]
- 2002 – Rui Miguel Saramago com A Escrita Efémera: Crónica de Um Descalabro